# الإنجليزية الأمريكية

خارطة توضح انتشار المتحدثين بالإنجليزية الأمريكية في الولايات المتحدة. اللون الغامق يعبر عن متحدثين أكثر.

الإنجليزية الأمريكية هي اللغة الإنجليزية المحكية في الولايات المتحدة الأمريكية. تتميز الأمريكية باختلاف نطقها عن النطق البريطاني، مثل كلمة stop (قف) ينطقها البريطانيون «ستوب» وفي أمريكا ينطقها الأمريكيون «ستاب». نظرًا لأن الولايات المتحدة هي في الأصل بلد مهاجرين، فإن السكان مختلفي اللغات والأصول حملوا معهم لغاتهم الأصلية في البداية، ما ساهم في دخول الكثير من الكلمات الأجنبية على اللغة الإنجليزية. هناك اختلافات في الكتابة فمثلًا، تكتب كلمة لون "colour" بالبريطانية و"color" بالأمريكية، من أنشأ هذا الفرق الإملائي بين اللهجتين هو اللغوي نوح وبستر إذ غير أغلب الكلمات في اللهجة البريطانية التي بها أحرف لا تلفظ ككلمة favourite اذ أصبحت favorite وأنشأ تغييراً في كتابة الحرفين er إذ غيّرها ليصبحا متوافقين مع اللفظ الكلمات.
يعيش ما يقرب ثلثي الناطقين باللغة الإنجليزية في العالم في الولايات المتحدة.